# Successor
Successor (synonym efterföljare), begrepp inom logik. 
Successorn till ett naturligt tal {\displaystyle a} är det minsta tal som är större än {\displaystyle a}. Annorlunda uttryckt är successorn till a dess omedelbara efterföljare, därav namnet. 

## Definition
Varje tal har precis en successor. Detta innebär att denna relation är en funktion, successorfunktionen, som ofta betecknas S eller SUCC. S(a) är alltså efterföljaren till a, exempelvis gäller S(17) = 18. Begreppet successor kan utvidgas till att användas inte bara om naturliga tal utan även andra talområden, till exempel kardinaltal och ordinaltal. Om S(a) = b säger man att a är predecessor eller föregångare till b. Hos reella tal existerar inga efterföljare eller föregångare. Det finns till exempel inget minsta reellt tal som är större än 1. Detsamma kan sägas om de rationella talen, eftersom det för varje par av rationella tal x och y där {\textstyle x<y} gäller att  {\textstyle x<(x+y)/2<y} . (Addition är en sluten operation under den rationella talmängden, därmed är alltid {\displaystyle x<(x+y)/2<y} ett rationellt tal.)
Varje naturligt tal har en efterföljare. Varje naturligt tal utom 0 har en föregångare. Varje kardinaltal har en efterföljare. Märkligt nog finns det en massa kardinaltal (inte bara 0) som saknar föregångare trots att alla har en efterföljare. Dessa kardinaltal kallas limeskardinaltal och motsvarande begrepp för ordinaltal är limesordinaltal. Kardinaltalen är vad man kallar "totalt ordnade". Alla är jämförbara med varandra med avseende på storlek. Man kan tänka sig alla kardinaltal utlagda i en lång rad med större och större tal ju längre åt höger i raden vi tittar. Längst till vänster i denna rad finns då de naturliga talen (allra längst till vänster förstås 0), och längre åt höger kommer alla oändliga kardinaltal i storleksordning. Omedelbart till höger om ett kardinaltal a finns alltså dess efterföljare, och alla har som sagt ett sådant tal till höger om sig. Det märkliga som beskrevs ovan innebär att det finns en massa tal i denna långa rad som inte har ett annat tal omedelbart till vänster om sig (dvs de har ingen föregångare). Detta trots att alla har ett tal omedelbart till höger om sig, och att alla ligger samlade på en och samma rad. De märkliga undantagen är limeskardinaltalen. Att talet 0 är ett sådant undantag är ju inte svårt att förstå eftersom det ligger längst till vänster i raden. Svårare att smälta är att det faktiskt finns en massa tal mitt inne i raden som inte har något tal till vänster om sig men däremot alltid ett till höger om sig. Oftast låter man talet 0 vara bortdefinierat från limeskardinaltalen, vilket i så fall innebär att alla limeskardinaltal är oändliga kardinaltal. Det minsta limeskardinaltalet (förutom 0) är {\displaystyle \aleph }0. Sedan följer {\displaystyle \aleph }ω
, {\displaystyle \aleph }2ω, {\displaystyle \aleph }3ω och så vidare i all oändlighet. Uppräkningen tar aldrig slut. Efter alla dessa limeskardinaltal följer sedan {\displaystyle \aleph }ω2. Långt senare i uppräkningen stöter vi på tal som {\displaystyle \aleph }ωω och {\displaystyle \aleph }ε0 etc.